# Błotniarka pospolita
Błotniarka pospolita (Stagnicola palustris) – gatunek ślimaka płucodysznego z rodziny błotniarkowatych (Lymnaeidae). Gatunek jest grubszy niż inne błotniarki. Muszla o wysokości 20–25 mm i szerokości 8–12 mm, ze spiralnymi paskami, licząca około 6–7 skrętów. Występuje na kontynencie europejskim. Środowiskiem są różne typy wód słodkich, m.in. stawy, rowy i bagna. Żywi się roślinami typu: moczarka, rdestnica.

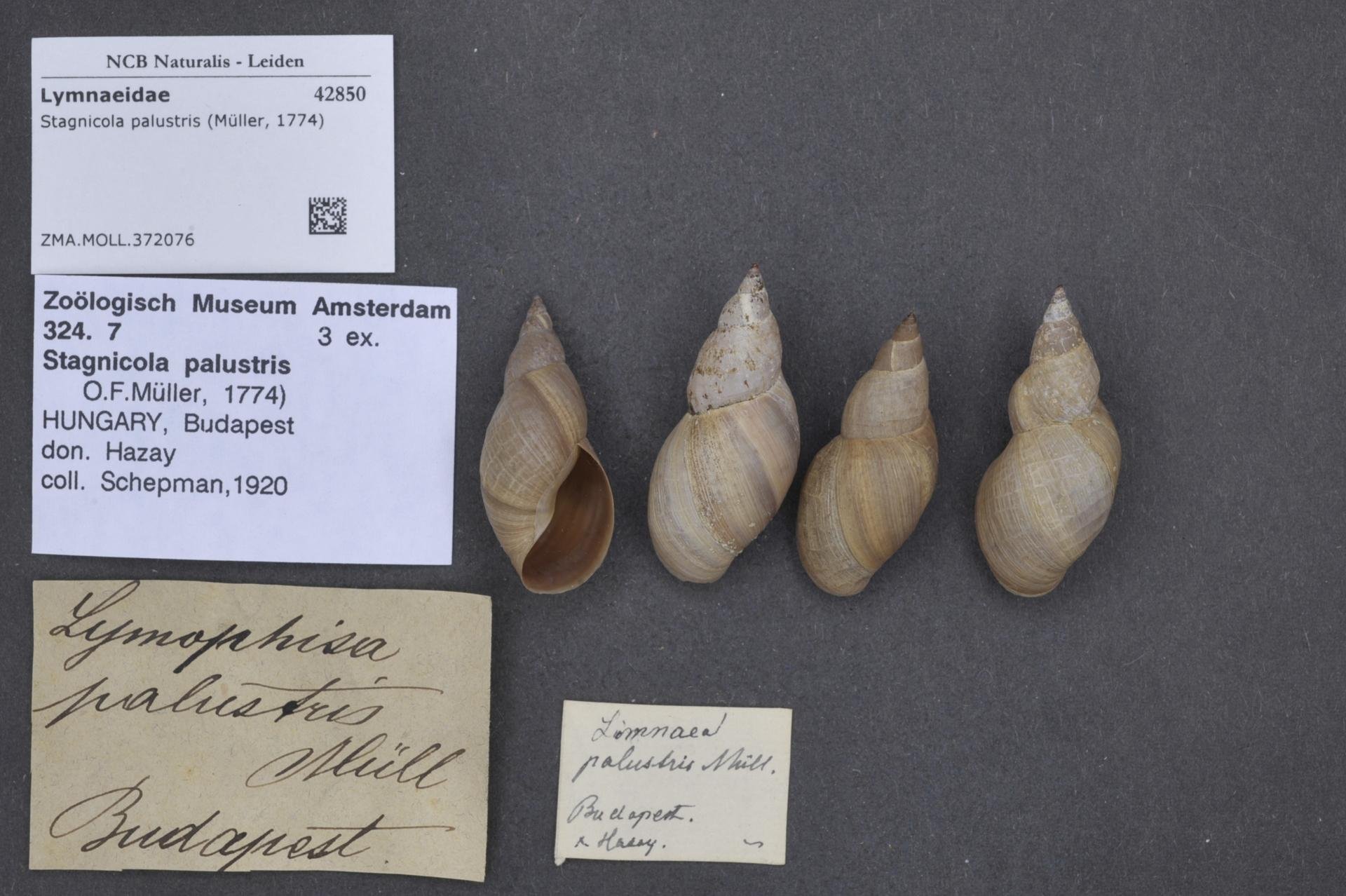
Stagnicola palustris (Müller, 1774), okazy muzealne Naturalis